# Kundschafter des Friedens
Als Kundschafter des Friedens (auch Kundschafter für den Frieden), in der Kurzform Kundschafter, wurden im Sprachgebrauch der DDR die im Ausland bzw. im Inland gegen Ausländer und ausländische Einrichtungen eingesetzten Agenten der Hauptverwaltung A (HVA) des Ministeriums für Staatssicherheit (MfS) oder die der Militärischen Aufklärung der Nationalen Volksarmee (NVA) bezeichnet. Auch Spione, die während des Zweiten Weltkriegs für die GRU tätig waren, wie z. B. Richard Sorge, wurden als Kundschafter des Friedens bezeichnet.

## Der traditionelle Kundschafter
Traditionell verstand man unter einem Kundschafter einen äußerlich an seiner Uniform als Kombattanten erkennbaren Angehörigen einer kämpfenden Kriegspartei, der sich auf offenem Weg Kenntnisse über Aufstellung, Stärke und Pläne der gegnerischen Streitkräfte verschafft, um den eigenen Kriegserfolg zu unterstützen. Wurde er gefasst, musste er als Kriegsgefangener behandelt werden. Im Unterschied zu ihm kam der Spion, der die gleichen Aufgaben wahrnahm, jedoch dabei verdeckt vorging und seine Zugehörigkeit zum Feind verbarg, als Verbrecher vor Gericht. Üblicherweise wurde er zur Erschießung verurteilt. Die Abgrenzung des Kundschafters vom Spion war in der Haager Landkriegsordnung festgeschrieben.
Bis ins 19. Jahrhundert hinein drohte einem in Friedenszeiten operierenden Kundschafter meistens lediglich ein Landesverweis.

## Hintergrund der Begriffswahl in der DDR
Der euphemistische Begriff „Kundschafter des Friedens“ wurde seit einem Prawda-Artikel am 9. September 1964 ausschließlich als Begriff für eigene (östliche) Agenten verwendet. Dies wurde damit begründet, es sei zu unterscheiden, „ob jemand im imperialistischen Sold spioniert oder ob er dem Frieden und dem Fortschritt als Kundschafter dient“. Der Nimbus von der friedensfördernden und angeblich sauberen Arbeit der „Kundschafter des Friedens“ sollte von den tatsächlichen Aufträgen und Aufgaben ablenken. In der Darstellung der DDR waren sie ausschließlich auf die Sicherung der DDR und die Verhinderung eines Krieges in Deutschland gerichtet. MfS und NVA beteiligten sich in der offiziellen Darstellung der DDR nicht an Vorbereitungen von Angriffskriegen, Verschwörungen, Putschen, Attentaten oder an der Ermordung und Folterung von Menschen.
Der Historiker Hubertus Knabe verweist darauf, dass er in keinem Dokument des DDR-Geheimdienstes jemals irgendwelche Hinweise auf friedensstiftende Maßnahmen gefunden habe. Stattdessen herrsche in den Berichten über den Westen ein „hasserfüllter Jargon“ vor, so Knabe. Die Spionage sei vor allem darauf gerichtet gewesen, für den Fall einer kriegerischen Auseinandersetzung militärische Vorteile zu erlangen.
Der Politologe Helmut Müller-Enbergs war dagegen im Jahr 2002 der Meinung, dass es noch zu früh sei, eine Antwort auf die Frage zu geben, ob die Stasi-Spione nun den Frieden retteten oder nicht. „Die wissenschaftliche und historische Analyse der Westspionage des DDR-Geheimdienstes, die Voraussetzung für ein fachliches Urteil sein muss, steht erst am Anfang.“ Auch Jahrzehnte nach der Wiedervereinigung stilisieren sich Mitarbeiter der HVA weiterhin zu „Kundschaftern des Friedens“.

## Auswertung der Stasi-Auslandsspionage nach 1989
Nach Auswertungen von Mitarbeitern der BStU wurden Agenten zumeist von aktiven inoffiziellen Mitarbeitern der HVA angeworben, wobei vier von fünf Anwerbungen in der DDR erfolgten. Angaben ihrer Führungsoffiziere zufolge waren 60 % politisch motiviert, 27 % materiell, 7 % waren in „Honigfallen“ getappt, 4 % waren unter falscher Flagge angeworben und lediglich jeweils 1 % zur Mitarbeit erpresst worden bzw. boten von sich aus eine Mitarbeit an.
Im Gegensatz zum Selbstbild als „Kundschafter des Friedens“ seien die politischen Führungen der DDR und des Warschauer Paktes durch die Lageberichte der ostdeutschen Militäraufklärung „über das Potenzial und die Absichten der NATO gezielt getäuscht worden“.
Entgegen dem nachrichtendienstlich erworbenen Wissen hatte der Spionagedienst der NVA „Militärpotential und Absichten stark übertrieben“. Zudem leitete das MfS umfangreiche Sabotage- und Terrorvorbereitungen durch speziell ausgebildete Einsatzgruppen in der und gegen die Bundesrepublik im Spannungs- oder Kriegsfalle an und war zudem massiv an der Repression wie auch innerparteilichen Auseinandersetzungen innerhalb der DDR beteiligt.
Die Wirtschaftsspionage habe zwar einen gewichtigen Teil der MfS-Auslandsaktivitäten eingenommen, man wäre aber kaum in der Lage gewesen, die gewonnenen Erkenntnisse etwa im sogenannten Mikroelektronikprogramm der DDR auch umzusetzen, die Mikroelektronik blieb hier im internationalen Vergleich zurück.

## Bekannte DDR-Agenten

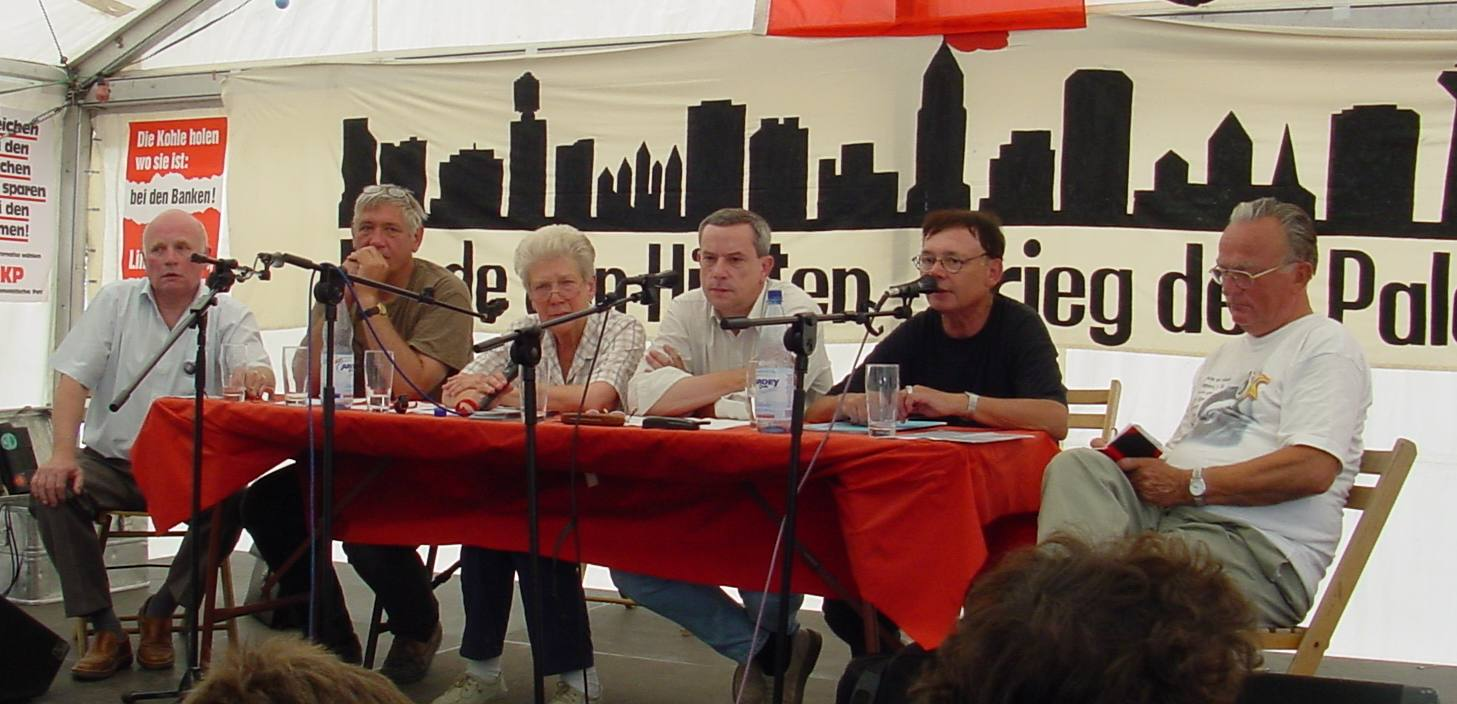
Ehemalige DDR-Agenten, 2003

- Gabriele Gast, Regierungsdirektorin im Bundesnachrichtendienst
- Günter Guillaume, Referent im Bundeskanzleramt
- Horst Hesse, Leiter Agentenwerbung der MID-Zentrale Würzburg
- Klaus Kuron, Regierungsoberamtsrat im Bundesamt für Verfassungsschutz
- Rainer Rupp im NATO-Hauptquartier in Brüssel

Die „Initiativgruppe Kundschafter des Friedens fordern Recht“ war ein Verein vieler in der Bundesrepublik zu Haftstrafen verurteilter Stasi-Spione.

## Film
Das Thema wird in dem 2017 uraufgeführten Spielfilm Kundschafter des Friedens aufgegriffen.